# Хендерсън (окръг, Тенеси)
Окръг Хендерсън (на английски: Henderson County) е окръг в щата Тенеси, Съединени американски щати. Площта му е 1362 km², а населението – 25 522 души (2000). Административен център е град Лексингтън.